# Лисина (гора)
Лисина (серб. Лисина) — гора в Боснии и Герцеговине на территории Республике Сербской, в общинах Мрконьич-Град и Шипово. Её высота составляет 1 469 метров над уровнем моря. На горе имеется 360 источников питьевой воды. На ней расположены несколько сел, а у её подножия традиционное место отдыха Зеленковац.